# Jan De Nul Group

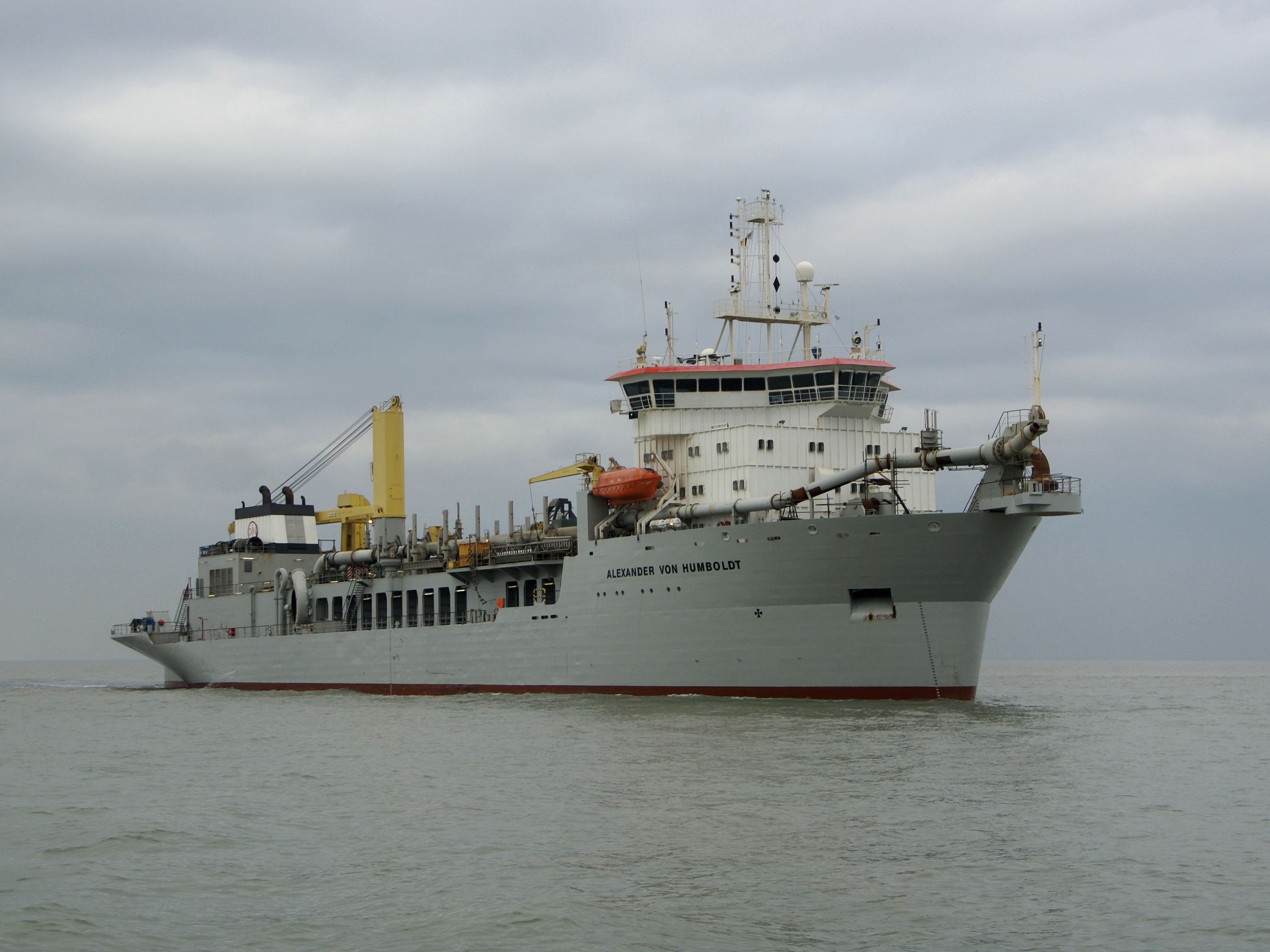
De sleephopperzuiger Alexander von Humboldt

Jan De Nul is een Belgisch familiebedrijf en activiteiten over de hele wereld. De kernactiviteiten zijn baggeren, windturbines op zee bouwen, aanneming en projectontwikkeling. Het bedrijf heeft in België een groot kantoor in Hofstade (Aalst). Om fiscale redenen is de hoofdzetel van de groep gevestigd in het groothertogdom Luxemburg.

## Geschiedenis
Het bedrijf werd opgericht in 1938 te Hofstade (bij Aalst) door Jan De Nul en was in eerste instantie werkzaam in civiele werken en maritieme constructie. In 1951 trad het bedrijf toe tot de baggersector. In dat jaar voert De Nul voor het eerst een groot baggerproject uit, namelijk de aanleg van de Ringvaart rond Gent. De firma schaft in 1968 de sleephopperzuiger Sanderus aan om het eerste buitenlandse project in Le Havre in Frankrijk te kunnen uitvoeren. In 1993 bouwt Jan De Nul mee aan wat het baggercontract van de 20ste eeuw wordt genoemd: de bagger- en opspuitingswerken voor de bouw van de nieuwe luchthaven Chek Lap Kok in Hongkong.
In 1996 komt Envisan bij de groep. Dit bedrijf werd in 1992 opgericht en heeft zich gespecialiseerd in bodem- en grondwatersanering. Vanaf 2009 maakt de Group deel uit van een internationaal consortium voor de bouw van zes nieuwe sluizen in het Panamakanaal. De sluizen zijn een kopie van de Berendrechtsluis in de Haven van Antwerpen, waar De Nul ook aan heeft gewerkt in 1989. Van 2011 tot 2016 bouwde een consortium met De Nul de Kieldrechtsluis in de Waaslandhaven in Antwerpen. Dit was op dat moment de grootste sluis ter wereld gemeten naar volume.

## Activiteiten
Baggeren blijft veruit de voornaamste activiteit. Daarnaast zijn er landaanwinningswerken, het aanleggen van pijpleidingen in zee en de berging van schepen. Het bedrijf is anno 2025 een van de grootste ondernemingen in de baggersector. Het bezit de grootste sleephopperzuigers: de Cristóbal Colón en het zusterschip de Leiv Eiriksson en de Vasco Da Gama, met respectievelijk een draagvermogen van 78.000 en 59.000 ton.
Er is een grote en moderne vloot cutterzuigers. De JFJ De Nul uit 2003 heeft een vermogen van 27.240 kW. In 2010 werd de cuttervloot verder uitgebreid met vier nieuwe zuigers van 23.520 kW. In 2020 kwam de Willem van Rubroeck in de vaart, met een totaal geïnstalleerd vermogen van 41.346 kW.
In 2025 noemde het bedrijf zich een wereldbouwer die vorm gaf aan water, land en energie. Het wilde de focus leggen op diversificatie van activiteiten en bijdragen aan maatschappelijk noodzakelijke transities met betrekking tot hernieuwbare energie, grond- en waterverbetering en kustbescherming.

### Resultaten
In 2024 behaalde de onderneming een omzet van vier miljard euro. Vijfentachtig procent van de omzet kwam van de baggerwerken, 13% van de civiele bouwwerken (aannemerij) en 3% van de milieutak.
In de onderstaande figuur een overzicht van de resultaten sinds 2005. Dredging Solutions en Offshore Energy blijven de kernactiviteit van de groep met een aandeel van 77% in de omzet van 2024, civiele projecten en Planet Redevelopment vormen 23% van de omzet
| Jaar | Jaaromzet | EBITDA | Aantal werknemers (x1) |
| ---- | --------- | ------ | ---------------------- |
| 2005 | € 795     | € 81   | 3002                   |
| 2006 | € 1191    | € 182  | 3728                   |
| 2007 | € 1830    | € 338  | 4203                   |
| 2008 | € 1883    | € 79   | 4985                   |
| 2009 | € 2103    | € 253  | 5034                   |
| 2010 | € 1801    | € 113  | 5416                   |
| 2011 | € 2110    | € 201  | 5939                   |
| 2012 | € 2114    | € 116  | 6173                   |
| 2013 | € 2124    | € 123  | -                      |
| 2014 | € 2043    | € 145  | 5990                   |
| 2015 | € 2244    | € 265  | 6976                   |
| 2016 | € 2538    | € 104  | 6948                   |
| 2017 | € 1758    | € 70   | 6125                   |
| 2018 | € 1708    | € 31   | 6041                   |
| 2019 | € 2030    | € 61   | 6468                   |
| 2020 | € 1908    | € 25   | 5785                   |
| 2021 | € 1737    | € 231  | -                      |
| 2022 | € 2493    | € 440  | -                      |
| 2023 | € 2945    | € 610  | 7491                   |
| 2024 | € 4001    | € 777  | 8801                   |

## Projecten
Enkele projecten van Jan De Nul:
- Palm Jebel Ali
- Dubai Waterfront

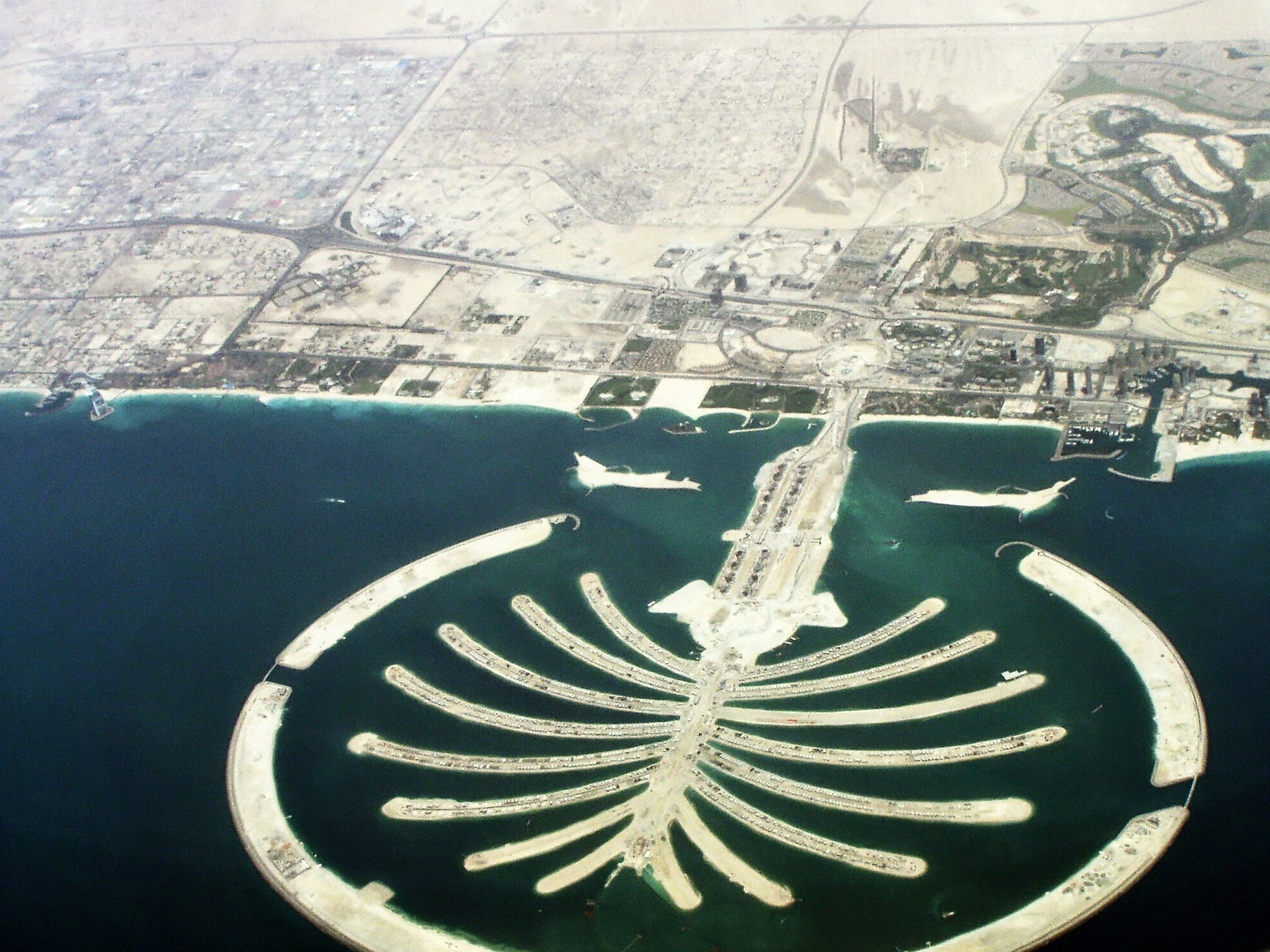
Het Palm Island bij Dubai vanuit de lucht bekeken

- Het lichten van de Herald of Free Enterprise in 1987 (samen met Smit Internationale en andere bedrijven)
- Onderhoudsbaggeren in Ecuador en  Argentinië
- Havenuitbreiding in Ras Lafan, Qatar
- Bouw van de nieuwe sluizen en toegang tot het Panamakanaal aan de kant van de Stille Oceaan (Pacific Entrance North Acces Channel, PENAC)
- Prinses Elizabeth eiland
- Oosterweelwerken